# Дисбактериоз
Дисбактерио́з (от др.-греч. δυσ- — приставка, означающая нарушение чего-то + «бактерии» + окончание -оз (невоспалительное заболевание, связанное с количественными/качественными изменениями)) — состояние микробного дисбаланса на теле или внутри него. Сам по себе дисбактериоз не является болезнью, но может являться следствием какой-либо болезни или иного вмешательства (например, болезней органов пищеварения, иммунодефицитных состояний, болезней обмена веществ, лекарственных воздействий, кишечных инфекций, наличия гельминтов, стресса, нездорового образа жизни и т. д.). В свою очередь, дисбактериоз может способствовать развитию других заболеваний в силу снижения защитных и других функций нормальной микрофлоры.
Сходное с дисбактериозом понятие — дисбио́з («жизнь» с греческого, биом (в плане нормально сложившейся микрофлоры), биоценоз + -оз). В русскоязычной литературе чаще всего употребляется исторически сложившееся название «дисбактериоз», хотя правильней было бы «дисбиоз», так как в составе нормальной микрофлоры человека и животных есть не только бактерии. Дисбактериоз может быть представлен:
- общим снижением количества микроорганизмов (в лабораторных условиях вплоть до гнотобиоза (гнотобиоты));
- общим увеличением количества микроорганизмов;
- изменением нормального количественного соотношения микроорганизмов с угнетением одних и ростом других, в том числе патогенных (в лабораторных условиях вплоть до получения гнотобиотофоров), при этом общее количество может быть как в пределах нормального, так быть уменьшенным или увеличенным;
- перемещением тех или иных микроорганизмов в несвойственные им места обитания[4].

В  приказе Минздрава 2003 года дисбактериоз определяется как «клинико-лабораторный синдром, связанный с изменением качественного и/или количественного состава микрофлоры кишечника».
Понятие «дисбактериоз» подвергается критике. Многие врачи, особенно за рубежом, не применяют термин «дисбактериоз кишечника», указывая вместо него конкретные клинические ситуации, связанные с нарушениями кишечной микрофлоры (синдром избыточного бактериального роста, антибиотик-ассоциированная диарея и т. п.).
В РФ при лечении пациентов с диагнозом «дисбактериоз кишечника» часто назначаются пробиотики и энтеросорбенты. Однако врачи, придерживающиеся принципов доказательной медицины, сходятся во мнении, что при лечении микробного дисбаланса кишечника пробиотики неэффективны. Пробиотические микроорганизмы, поступающие в кишечник извне в составе препаратов-пробиотиков, неизбежно отторгаются постоянно присутствующей в кишечнике микрофлорой.

## История
Слово «дисбактериоз» как термин популязировал в 1916 году Альфред Ниссле.

## Дисбактериоз и дисбиоз кишечника
В норме у взрослого человека в микрофлоре кишечника присутствует более полутысячи разновидностей микроорганизмов, видовое и количественное распределение их по кишечнику различается в зависимости от его отделов. Так, в проксимальных участках тонкой кишки содержится в среднем 102 — 104 КОЕ/мл, в её дистальных отделах 105 — 109 КОЕ/мл, микрофлора же толстой кишки представлена в основном анаэробами в количестве до 1012 КОЕ/мл. Общий вес этой микрофлоры свыше 2,5 кг, количество около 1014 КОЕ. В среднем в течение суток человеком в составе кала выводится из организма около 17 триллионов микробов, составляя до 30 % сухой массы кала. Микрофлора всего желудочно-кишечного тракта человека, то есть кишечника и других отделов (ротовая полость, глотка, пищевод), в среднем достигает 75 % от всей микрофлоры организма, к тому же она участвует в процессе пищеварения и, возможно, в других процессах в организме, отсюда более пристальное внимание к ней.
Ряд экзогенных и эндогенных факторов могут приводить к качественному и количественному изменению кишечной микрофлоры и к нарушению нормобиоценоза, которое носит название дисбактериоза или дисбиоза кишечника. Дисбактериоз кишечника является не болезнью, а только отклонением одного из параметров гомеостаза и во всех случаях вторичен, хотя порой может представлять собой и начальный этап формирования заболеваний либо утяжелять их течение.
В Международной классификации болезней 10-го пересмотра (МКБ-10) рубрика для обозначения диагноза «дисбактериоз кишечника» отсутствует. Кроме того, диагноз «дисбактериоз» не упоминается в нормативном документе Министерства здравоохранения РФ «Стандарты (протоколы) диагностики и лечения болезней органов пищеварения». Понятие «дисбактериоз» подвергается критике. Многие врачи, особенно за рубежом, не применяют термин «дисбактериоз кишечника», указывая вместо него конкретные клинические ситуации, связанные с нарушениями кишечной микрофлоры (синдром избыточного бактериального роста, антибиотик-ассоциированная диарея и т. п.).
Термин «дисбактериоз кишечника» означает клинико-лабораторный синдром (а не нозологию), для которого характерно изменение качественного и/или количественного состава нормальной кишечной микрофлоры, перемещение тех или иных её представителей в несвойственные им места обитания и связанные с этим метаболические и иммунные нарушения, сопровождающиеся у части пациентов клиническими симптомами. Существует также более широкий термин — «дисбиоз кишечника», под которым подразумеваются нарушения функционирования и механизмов взаимодействия организма человека, его микрофлоры (не только микробов, но и грибов, простейших и т. д.) и окружающей среды.
Дисбактериоз может присутствовать длительно либо возникать периодически, не во всех случаях имеет клинические проявления, а слабо выраженные вре́менные колебания количества отдельных микроорганизмов устраняются, как правило, самостоятельно.
Одним из вариантов развития дисбиоза кишечника является синдром избыточного бактериального роста в тонкой кишке, но только им все варианты дисбиоза кишечника не ограничиваются. К клиническим ситуациям, ассоциированным с нарушением состава и функций микрофлоры, относятся также диарея путешественников, антибиотик-ассоциированная диарея, псевдомембранозный колит. Каждое из этих заболеваний имеет свои причинные факторы, свои клинические проявления, течение и др.

### Причины и факторы риска
Экзогенные:
- антропогенное ухудшение экологии
- воздействие радиации и избыточное ультрафиолетовое облучение
- неадекватное питание
- лекарственные воздействия
- злоупотребление слабительными раздражающего действия, жёлчегонными средствами
- кишечные инфекции, гельминты
- стресс
- нездоровый образ жизни
- гидроколонотерапия

Эндогенные:
- функциональные и воспалительные болезни органов пищеварения
- онкологические заболевания
- урогенитальные инфекции
- инфекционно-аллергические заболевания, иммунодефицитные состояния
- болезни обмена веществ (например, сахарный диабет)
- гипоксии и гипоксемии любой этиологии
- младенческий и старческий возраст

### Стадии
Деление дисбактериоза на стадии более чем условно, так как, согласно российскому ОСТ 91500.11.0004-2003, «Параллелизм клинических проявлений и степени выраженности дисбиотических изменений имеется не всегда. В ряде случаев при выраженных нарушениях в микрофлоре кишечника никаких клинических проявлений нет, и наоборот — выраженные клинические проявления сопровождаются незначительными изменениями в микрофлоре». Сам стандарт не содержит чёткого определения стадий.

### Современные методы диагностики
Наиболее применяемые в российской медицинской практике методы диагностики состояния микробиоценоза (дисбактериоза) — рутинное бактериологическое исследование кала, ПЦР-диагностика, хромато-масс-спектрометрия и биохимическое исследование микробных метаболитов. Эти методы имеют серьёзные недостатки. Так, результаты бактериологического анализа не могут точно отобразить состав кишечной микрофлоры, потому что 80 % бактериальной микрофлоры человека, в том числе свыше 50 % доминантной флоры, не может быть культивировано in vitro. Информативность ПЦР-диагностики в случае бактериологического исследования кала низкая, поскольку лишь некоторые из микробов выявляются с помощью ПЦР. Газо-жидкостная хроматография и масс-спектрометрия содержимого кишечника или фекалий для определения концентрации продуктов жизнедеятельности микробов имеют такие недостатки, как высокая стоимость, высокие требования к оборудованию и к расчётам, а биохимическое исследование микробных метаболитов хоть и даёт представление о метаболической активности кишечной микрофлоры, но позволяет получить лишь приблизительное представление о её составе, так как в большинстве случаев в образовании одних и тех же метаболитов принимают участие различные виды микроорганизмов.

### Лечение
В Российской Федерации протокол ведения пациентов с дисбактериозом регламентировался стандартом ОСТ 91500.11.0004-2003, введённым в действие Приказом Минздрава РФ от 09.06.2003 № 231. Утверждения обо всех предлагаемых способах лечения дисбактериоза (например, об их способности восстанавливать микрофлору) имеют уровень доказательности C: «Достаточных доказательств нет: имеющихся доказательств недостаточно для вынесения рекомендации, но рекомендации могут быть даны с учётом иных обстоятельств» (то есть отсутствуют масштабные рандомизированные клинические исследования с контрольными группами). Фактически эффективность утверждённых Минздравом методов лечения дисбактериоза не была подтверждена согласно критериям доказательной медицины.
Лечение дисбактериоза или дисбиоза проводится по нескольким направлениям.
Прежде всего необходимы точная диагностика основного заболевания или состояния, являющегося причиной развития дисбактериоза или дисбиоза, и устранение этой причины, без которого коррекция дисбактериоза или дисбиоза в полной мере невозможна.
В РФ при лечении пациентов с диагнозом «дисбактериоз кишечника» часто назначаются пробиотики и энтеросорбенты. Однако врачи, придерживающиеся принципов доказательной медицины, сходятся во мнении, что при лечении микробного дисбаланса кишечника пробиотики неэффективны. Пробиотические микроорганизмы, поступающие в кишечник извне в составе препаратов-пробиотиков, неизбежно отторгаются постоянно присутствующей в кишечнике микрофлорой.

### Критика распространённых представлений о дисбактериозе кишечника
В профессиональной среде отношение к проблеме дисбактериоза и необходимости его коррекции неоднозначно. Критикуют, в частности, сам термин «дисбактериоз», отмечая, что он является микробиологическим понятием, которое отражает сдвиг равновесия в среде кишечной микрофлоры и не имеет прямого отношения к клинике, а также что для обозначения данного сдвига логичнее было бы использовать термин «дисбиоз». Кроме того, отмечается, что надёжные способы исследования микрофлоры и её локализации в кишечнике отсутствуют, а также что чаще всего отсутствуют явные корреляции между выявляемыми нарушениями нормобиоценоза и той или иной присутствующей у человека клинической симптоматикой.
Критики понятия «дисбактериоз» указывают, что диагностика дисбактериоза, основанная на малоинформативных результатах часто проводящегося и дорогостоящего бактериологического исследования кала, не имеет надлежащей верификации: при этом анализе результаты изучения нескольких видов бактерий в кусочке фекалий механически экстраполируются на очень сложную кишечную микроэкологическую систему, включающую многочисленные штаммы более 400 видов микроорганизмов. Исследование содержания микробов в фекалиях не позволяет отобразить реальную ситуацию в просвете толстой и тонкой кишок, и тем более в пристеночных биотопах. Вдобавок изменению состава микрофлоры ошибочно приписывается роль не следствия, а причины тех или иных системных (внекишечных) расстройств (аналогия: жар как причина гриппа).
Утверждается также, что симптомы, обычно приписываемые дисбактериозу кишечника (к таким симптомам относятся периодические схваткообразные боли по ходу толстой кишки, метеоризм, расстройства стула с поносами, запорами или их чередованием), на самом деле представляют собой проявление синдрома раздражённого кишечника или — реже — скрыто протекающей лактазной недостаточности; также симптомы, приписываемые дисбактериозу, могут иметь место при синдроме избыточного роста бактерий, антибиотик-ассоциированном колите, диарее и др. Функциональные расстройства кишечника в раннем детском возрасте часто обусловлены обычной младенческой коликой, проходящей с взрослением безо всякого лечения. Иными словами, дисбактериоз — это «сборная солянка» различных симптомов, а не отдельное заболевание. Нарушения же состава микрофлоры кишечника, в том числе рост содержания бактерий в тонкой кишке с нормальных 104/мл до 106/мл и выше, носят в современной гастроэнтерологии название «синдром избыточного роста бактерий». Как отмечается, этот синдром развивается в силу строго определённых причин (к которым относятся резекция илеоцекального клапана с последующим забросом содержимого толстой кишки в тонкую кишку, желудочно-толстокишечные или тонко-толстокишечные свищи, стриктуры кишечника при болезни Крона и т. п.), когда содержимое толстой кишки поступает в тонкую либо возникают нарушения пропульсивной моторики тонкой кишки.
Кроме того, указывается, что утверждения о высокой эффективности при дисбактериозе антибиотиков и пробиотиков базируются в большинстве случаев на субъективной оценке, а не на принципах доказательной медицины, что применение пробиотиков при подобных состояниях чаще всего оказывается бесполезным и что вводимые перорально препараты, содержащие бактерии, подвергаются воздействию слюны, соляной кислоты желудка, желчи, панкреатического и кишечного соков, а применение при так называемом дисбактериозе антибиотиков часто приводит к антибиотик-ассоциированному колиту или антибиотик-ассоциированной диарее. Конкретные пробиотики, как правило, недостаточно исследованы: даже в тех случаях, когда исследователи используют штаммы живых бактерий, состав коктейля сильно различается в разных лабораториях. Даже при синдроме избыточного роста бактерий эффективность пробиотиков является сомнительной и не имеет убедительных доказательств, к тому же считается, что приём пробиотиков может приводить к ятрогенному избыточному росту пробиотических микроорганизмов в тонкой кишке, а некоторые из пробиотических микроорганизмов могут вызывать оппортунистические инфекции, рост заболеваемости аутоиммунными расстройствами, генетические нарушения, активировать сигнальные пути, связанные с раком и другими хроническими болезнями, и пр.
Тем не менее термин «дисбактериоз» по-прежнему популярен в медицинской литературе, среди пациентов и во врачебной практике. В ряде случаев на практике некоторыми врачами, в том числе в России, производится только попытка коррекции выявленного дисбактериоза без выявления причины, к нему приведшей, то есть ограничение только симптоматическим лечением без этиотропных и патогенетических диагностики и лечения. Это может приводить к несвоевременной диагностике основного более серьёзного заболевания, к его несвоевременному началу лечения и запущению.
Ещё одной проблемой является самолечение: нередко при возникновении дискомфорта и неприятных симптомов в области желудочно-кишечного тракта человек ставит себе диагноз «дисбактериоз» и покупает препарат без рекомендации врача, руководствуясь навязчивой рекламой фармацевтических продуктов в СМИ. Самолечение может нанести серьёзный вред здоровью; кроме того, симптомы, ошибочно принимаемые за признак дисбактериоза (например, запор), в действительности могут быть проявлением тяжёлого заболевания (например, онкологического), и наличие желудочно-кишечных проблем должно являться причиной для обращения в клинику и врачебного обследования, а не самостоятельного выбора препарата.